# Leopoldo Granata
Leopoldo Granata (Cosenza, 16 ottobre 1885 – Firenze, 6 febbraio 1939) è stato un biologo italiano.

## Biografia
Leopoldo Granata fu a Firenze dal 1908 ove si laureò in Scienze Naturali. Nel 1908 studiò il tipo di riproduzione del parassita del mille piedi il Pachyiulius communis, che chiamò Capillus intestinalis. Granata si occupò prevalentemente di citologia e soprattutto dell’istologia degli anfibi ma lo studio della protistologia è originale. Granata iniziò la sua attività scientifica dal 1907. Nel 1909, illustrò i problemi della cromatinica della partogenesi. Le cellule maschili maturano senza ridurre il numero dei cromosoni come visionato nell'imenottero Xilocopa violacea. La collaborazione con il professor Giglio Tosi sui mitocondri nelle cellule seminali maschili portò alla conclusione che la suddivisione dei mitocondri è parallela alla suddivisione dei cromosomi.  A Firenze, nel 1911 il professore lo nominò assistente nel suo laboratorio di zoologia e anatomia comparata presso l'Istituto di studi superiori pratici e di perfezionamento, divenendo assistente del professor Rosa, quando, nel 1914, Giglio Tosi fu trasferito a Pavia. Leopoldo Granata fu ferito durante il primo conflitto mondiale nel 1916. Tornò a Firenze nel 1919 ottenendo l’incarico di assistente del professor Davide Carazzi presso la cattedra di anatomia comparata dell’Università. Con le Ricerche, lavori pubblicati nel Monitore zoologico dal 1922 al 1925 definì ciclo biologico degli Attinomissidi, che fanno parte degli Cnidosporidi con relazioni filogenetiche ai Celenterati. Dal 1925 studiò i corpi grassi degli anfibi, e il tessuto adiposo, in particolare i granuli che si trovano nelle cellule di questo tessuto.                                                   
Nel 1926, divenne professore di zoologia a Cagliari e poi a Pisa e nel 1936 fece ritornò a Firenze quando assunse l'incarico di direttore dell'Istituto di Zoologia dell'Università di Firenze. Morì nel 1940.

## Opere
- Granata L., Le divisioni degli spermatociti di "Xilocopa violacea", <<Biologica>> II [1909], 15, pp. 1-12.